# This Week in Palestine
This Week in Palestine est un magazine mensuel, en langue anglaise, qui couvre les questions culturelles, sociales et politiques en Palestine. Il est publié par Sani Meo et est imprimé régulièrement depuis décembre 1998. L'énoncé de mission de son site web est de « promouvoir et documenter la Palestine ».
Pour leur numéro de mars 2018, en l'honneur de la Journée internationale des femmes, le magazine s'est associé à l'ONU Femmes pour publier quatre articles concernant l'avancement des droits de l'homme pour les filles et les femmes rurales, la mise en œuvre des objectifs de développement durable en Palestine et a cherché à améliorer l'égalité des genres en sensibilisant la population pour encourager une plus grande participation des hommes. Cette campagne s'intitulait « Parce que je suis un homme ».